# Edoardo Menichelli
Edoardo Menichelli (ur. 14 października 1939 w San Severino Marche) – włoski duchowny katolicki, arcybiskup Ankony w latach 2004–2017, kardynał.

## Życiorys
Święcenia kapłańskie otrzymał 3 lipca 1965 i został inkardynowany do diecezji San Severino Marche. Przez trzy lata pracował jako wikariusz, zaś w 1968 rozpoczął pracę w Trybunale Sygnatury Apostolskiej. W 1992 został podsekretarzem Kongregacji ds. Kościołów Wschodnich.
10 czerwca 1994 papież Jan Paweł II mianował go ordynariuszem archidiecezji Chieti-Vasto. Sakry biskupiej udzielił mu 9 lipca 1994 kardynał Achille Silvestrini.
8 stycznia 2004 został arcybiskupem Ancona-Osimo (ingres odbył się 7 marca 2004). 4 stycznia 2015 ogłoszony kardynałem przez papieża Franciszka. Insygnia nowej godności odebrał 14 lutego.
14 lipca 2017 papież przyjął jego rezygnację z pełnionego urzędu złożoną ze względu na wiek. 14 października 2019 skończył 80 lat i stracił prawo do udziału w konklawe.